# Sede (Hungría)

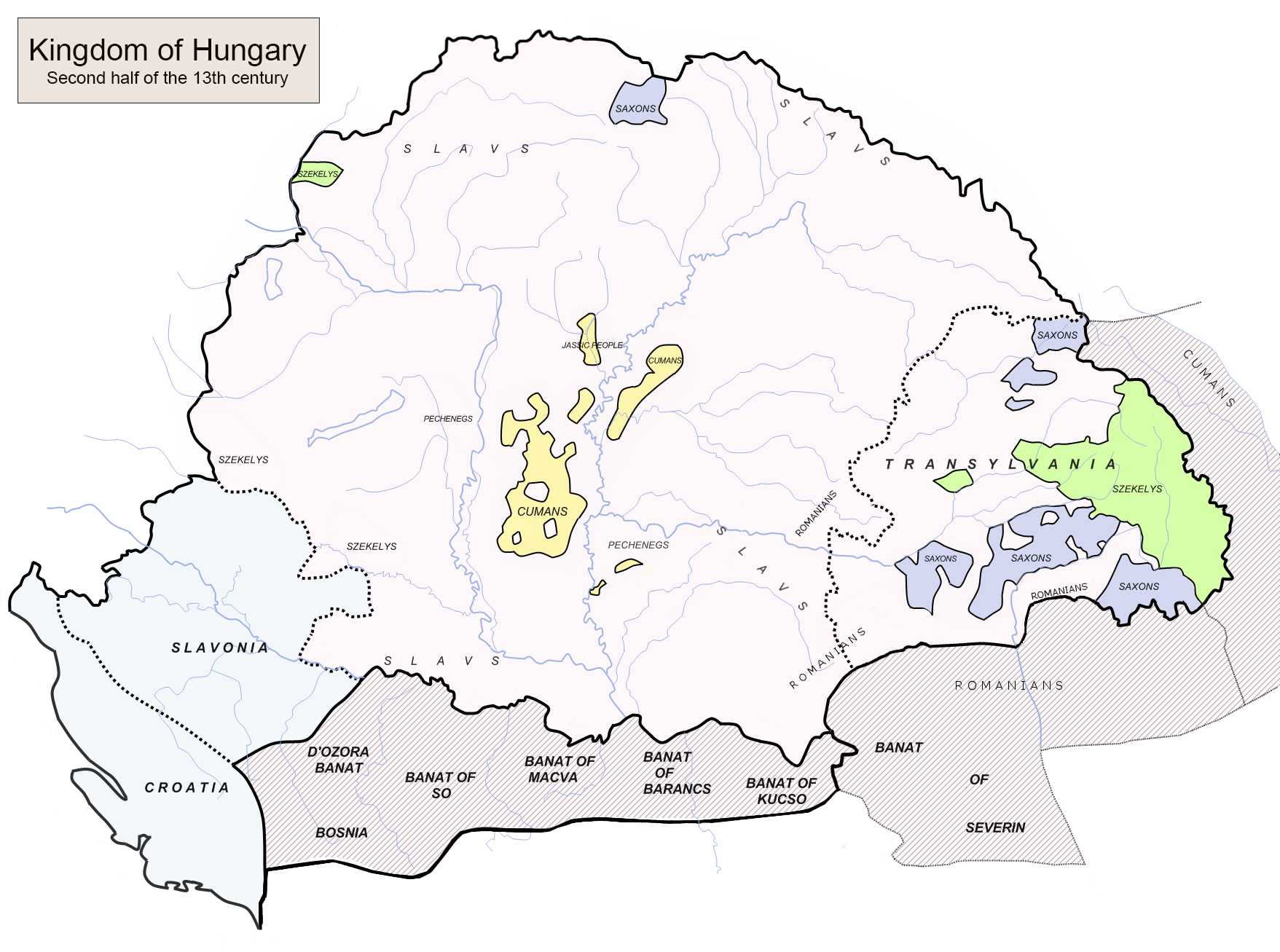
Grupos étnicos autónomos del reino de Hungría en el.

Una sede (en húngaro: szék, pl. székek, en alemán: stuhl, stühle, en rumano: scaun, scaune) eran, hasta el compromiso austrohúngaro y la división administrativa en Condados de Hungría en 1876, una de las unidades territoriales básicas de la administración húngara entre los grupos étnicos autónomos del Reino de Hungría: los sículos, los sajones, los cumanos, los jasz y los lanceros de Spiš. Las szék (en latín: sedes) originalmente se referían a la jurisdicción de una sede judicial (sedes judiciaria).
En la actualidad, las szék serían reintroducidas como unidades administrativas por el Consejo Nacional Sículo en el futuro País Sículo autónomo.

## Historia
La organización territorial se remonta a la época de transición de la vida nómada a la agricultura sedentaria, es decir, a principios del siglo XIII. La designación de los nombres de los territorios es muy cambiante y evolucionó durante los siglos. La designación es variable para los sajones y los sículos de Transilvania. Los sajones solían usar las palabras terra, districtus, comitatus, pero a lo largo del siglo XIV la palabra "sede" (sedes) se volvió común entre ellos, sirviendo de modelo para los sículos, quienes también asumieron el sistema de sedes. Comenzó a finales de ese siglo y poco a poco se convirtió en algo común.
Durante más de cuatro siglos y medio (1400-1876), las áreas administrativas de los sajones (desde el siglo XIII), sículos, jasz, cumanos y lanceros fueron llamadas sedes y jugaron el mismo papel que los condados. En el País Sículo, se hizo una distinción entre las sedes originales o madre formadas originalmente y las sedes hijas (sedes filialis) formadas más tarde dentro de ellas. Los primeros capítulos generalmente se refieren a las sedes posteriores solo como tierra (terra) o distrito (districtus), o, para la división eclesiástica, como diócesis (dioecesis) El nombre en sí presumiblemente se refiere a una jurisdicción.

## Sedes sajonas

Mapa de las Sieben Stühle, las "Siete Sedes" sajonas.

Tras el asentamiento de los sajones en Transilvania en el siglo XII, el Diploma Andreanum en 1224 estableció su posición legal y determinó su autonomía, que fue confirmada en 1486 por el rey Matías. Fueron subordinados al ispán de Sibiu (Hermannstadt), que respondía directamente al rey. Recibieron el derecho a realizar ferias comerciales y exenciones fiscales, e incluso el derecho de emporio en Sibiu de Luis I. En 1437, se codificó también la unión de las tres naciones de Transilvania (húngaros, sículos y sajones), la Unio Trium Nationum, que sería ratificada en varias ocasiones. A partir del siglo XV, la universidad sajona logró nuevos resultados de autodeterminación, como su propio poder judicial (juez real) y el nombramiento del líder del territorio sajón (comes Saxonum), que también fue alcalde de su centro, Sibiu. Las sedes legalmente separadas (que formaron una universidad entre sí) sobrevivieron hasta el establecimiento de los condados en 1876, pasando a formar parte del comitato de Brasov, el comitato de Sibiu, el comitato de Nagy-Küküllő y el comitato de Bistrița-Năsăud. 
Las sedes sajonas iniciales, las Sieben Stühle, fueron la sede de Rupea (Reps), la sede de Cincu (Großschenk), la sede de Sighișoara (Schäßburg), la sede de Sebeș (Mühlbach), la sede de Orăștie (Broos), la sede de Sibiu (Hermannstadt), la sede de Miercurea (Reußmarkt) y la sede de Nocrirch (Leschkirch). Fueron fundaciones posteriores la sede de Mediaș (Mediasch) y la sede de Șeica (Schelk), las Zwei Stühle.

## Sedes sículas

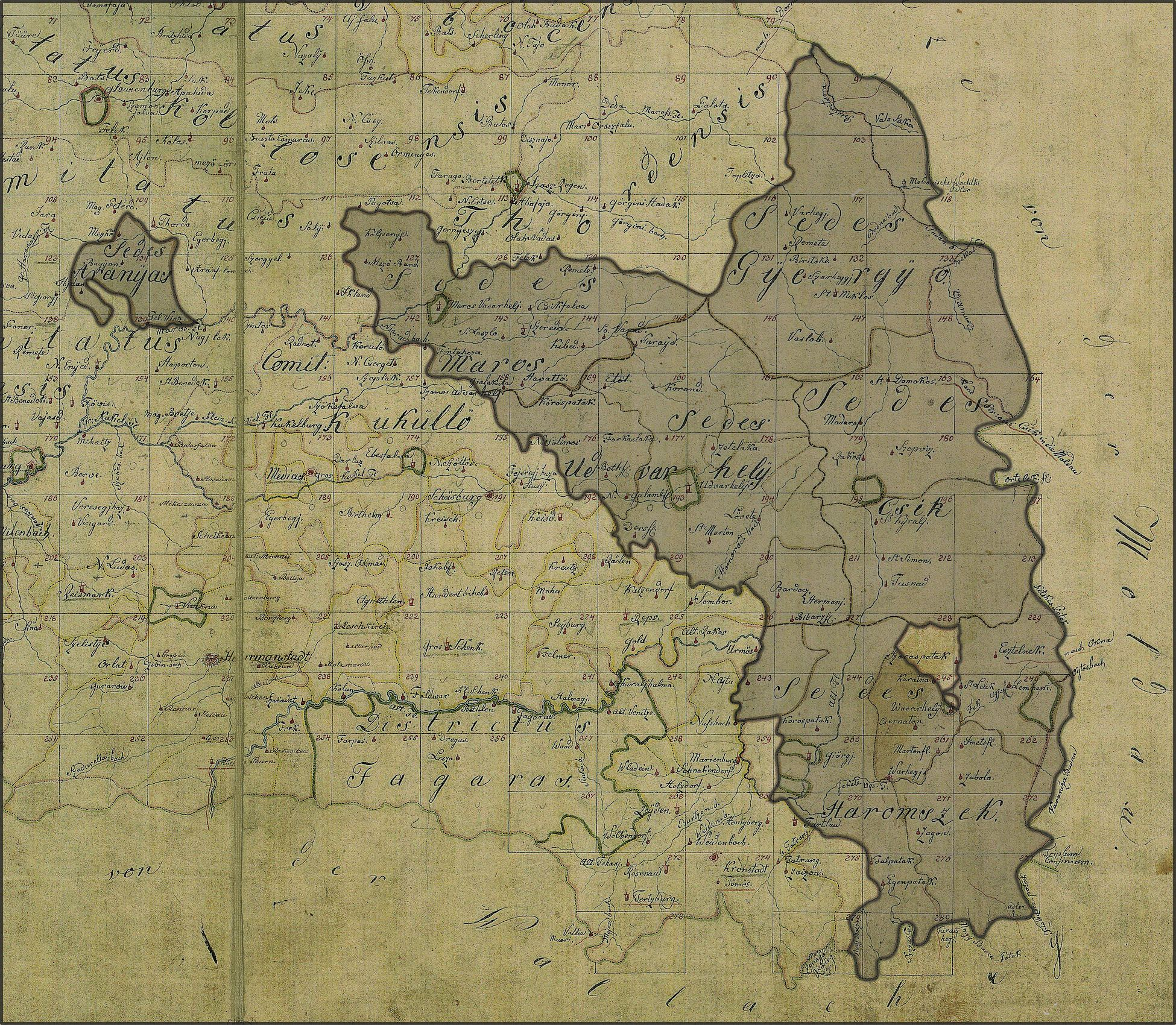
Mapa del País Sículo en el Josephinische Landesaufnahme 1769-1773.

El número de sedes de los sículos históricas es de siete sedes principales y cinco sedes filiales. Cuando se trata de la totalidad de los sículos, siempre hay solo registro escrito de siete sedes. En sus diplomas, se les conoce colectivamente como los "Sículos de las siete sedes", como los "sículos de los tres géneros" (trium generum Siculi) o, mezclando ambas, como las "sedes de los tres géneros de las siete sedes” (Universitas trium generum Siculorum septem sedium).
Las principales sedes sículas fueron la sede de Arieș (húngaro Aranyosszék), la sede de Ciuc (Csíkszék), con las sedes filiales Giurgeu (Gyergyó) y Casin (Kászon), la sede de Chizd (Kézdi-szék), la sede de Mureș (Marosszék), la sede de Orbai (Orbai-szék), la sede de Sfântu Gheorghe (Sepsi-szék), y la sede de Tileagd (Telegdi-szék) (más tarde sede de Odorhei (Udvarhelyszék), con sus sedes filiales Brăduț (Bardócz) y Cristur (Keresztúr).

## Sedes cumanas

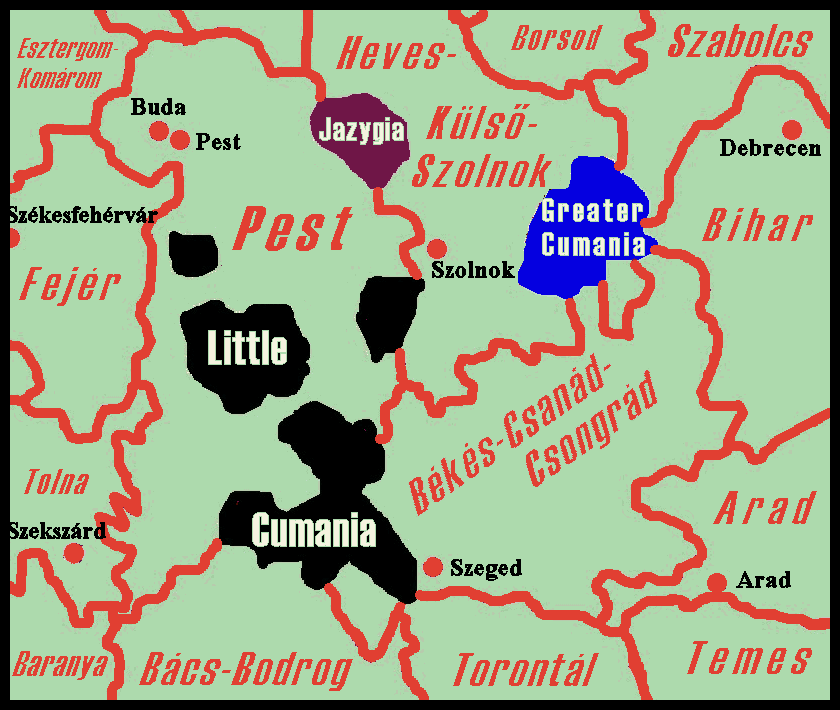
Los asentamientos cumanos y jasz en la actual Hungría.

Las sedes de los cumanos fueron las unidades administrativas autónomas de los cumanos en Hungría, independientes del sistema de condados reales. Las sedes, como las sedes de los sajones y sículos, era un tribunal judicial. Las sedes estaban encabezadas por capitanes. El sistema se basó obviamente en las gens cumanas más antiguos, los jefes de las gens pueden haberse convertido en los capitanes de las sedes, pero solo hay fuentes claras para este hecho en el caso de una sede, la sede de Halas. Oímos hablar por primera vez de sedes en este contexto en el siglo XV, pero es posible que hayan evolucionado en el siglo XIV. Se tiene conocimiento de un total de seis sedes.
La sede de Halas (Halas-szék), estaba en el área de la Pequeña Cumania, donde se estableció la ciudad comercial de Halas (Kiskunhalas) como centro en el territorio de la gens Csertán, aunque se puede detectar la presencia de varias gens. El jefe de la gens, el ispán Köncsög, tenía su residencia en Halas en 1366. En 1418 la sede todavía llevaba el de la gens (de sede Chortyan), pero a partir de 1451 se conoce como sede de Halas.
La sede de Szentelt (Szentelt-szék), mencionada desde 1424, se desarrolló en el territorio de la gens Kór en el condado de Csanád.
La sede de Kolbáz (Kolbáz-szék), mencionada desde 1440, se hallaba en la Gran Cumania con centro en Kolbázszállás probablemente incluía el área de asentamiento de la gens Olás, pero se puede detectar la presencia de varias gens.
La sede de Kecskemét (Kecskemét-szék), cuyo origen étnico es incierto, en 1465 fue mencionada como centro del poder judicial de la Gran Cumania.
La sede de Kara (Kara-szék), cuyo origen étnico es también incierto, en el centro de la Pequeña Cumania, en Karaszállás. Fue mencionada como sede de Mizse (Mizse-szék) en 1469, presumiblemente por estar en las propiedades del capitán de la sede, de la familia Mizse.
La sede de Hantos (Hantos-szék), cuyo origen étnico se desconoce, estaba en la parte transdanubiana del condado de Fejér, probablemente propiedad de una sola familia de terratenientes cumanos del siglo XIV.
En la época otomana, dos sedes, la de Hantos y la de Szentelt, desaparecieron debido a la despoblación y la emigración.

## Sedes jasz

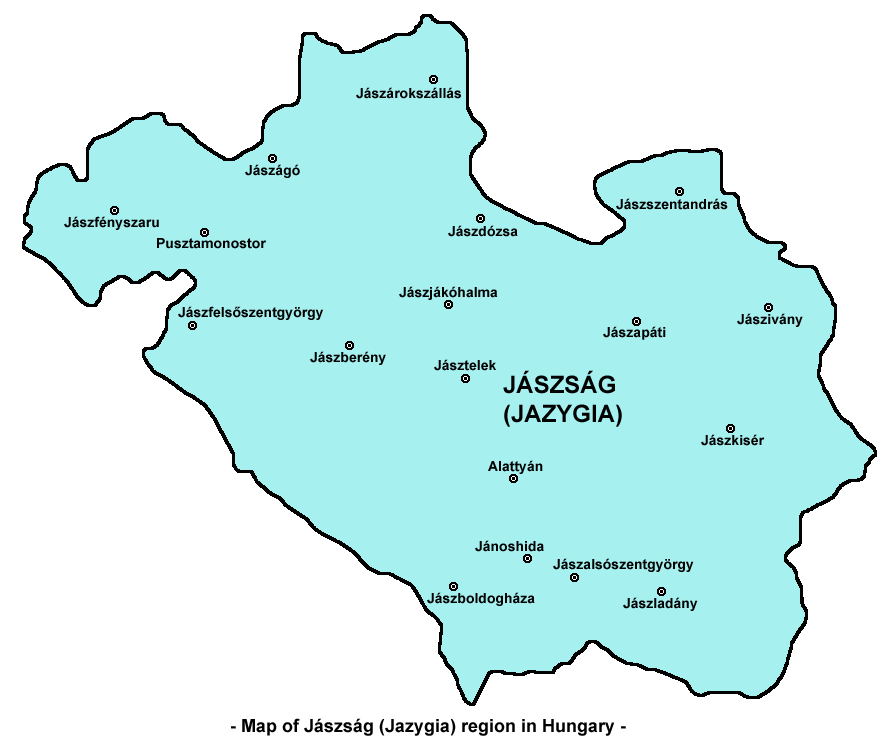
La tierra de los jasz.

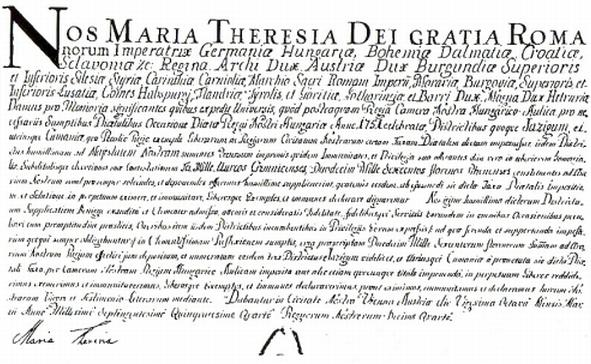
Redención de los Jászkun de María Teresa, 6 de mayo de 1745.

El distrito de Jászkun estuvo asociado con las seis (más tarde cuatro) sedes cumanas a través de una única sede étnicamente jasz, la sede de Berény (Berény-szék). El distrito de Jászkun, asentamiento de jasz y cumanos, se formó en una posesión de la corona, cuya propiedad fue vendida por el rey Leopoldo I a los Caballeros Teutónicos en 1702. El parlamento húngaro, el nádor y los propios jasz y cumanos protestaron contra la venta. A pesar de las protestas, aunque el parlamento dictaminó en 1715 que la venta era ilegal, todo lo que cambió fue que a partir de 1731 el distrito de Jászkun pasó a ser propiedad de la Casa de los Inválidos de Budapest, permaneciendo como siervos de los caballeros hasta 1745.
A partir de 1741, con el apoyo del nádor János Pálffy, los jasz y cumanos iniciaron un movimiento organizado para recuperar su antigua libertad. Como resultado de sus ofrecimientos y cooperación, el 6 de mayo de 1745, la emperatriz María Teresa firmó una escritura de privilegio autorizando la redención de los jasz (en latín redemptio). Esta redención obtenida mediante enormes sacrificios materiales (570.000 florines renanos) y obligaciones militares fue conocida como Redención de los Jászkun (Jászkun Redempció).
La Redención trajo consigo en un nuevo orden legal, de propiedad de la tierra y un nuevo orden social. El poseedor de la libertad de Jászkun, el redemptus, quedaba liberado de la dependencia del terrateniente, concediéndosele el estatus de campesino libre.

## Sedes de los lanceros
La sede de las Diez Lanzas (Tízlándzsás szék), conocida también como el "País de las lanzas", era un distrito con nivel de condado en Spiš (Szepes), en la actual Eslovaquia, existió desde el siglo XII hasta la era moderna. En 1802, aún manteniendo los privilegios de sus miembros (los nobles de las diez lanzas de Spiš -radicalis), se incorporó al condado una sede conocida como el "pequeño condado" (kis vármegye).